# Stefan Lunner
Stefan Lunner (ur. 30 maja 1962 w Uppsali) – szwedzki hokeista grający na pozycji bramkarza, reprezentant kraju, trener.

## Kariera zawodnicza
Stefan Lunner karierę rozpoczął w juniorach Skogsbo SK, w których występował do 1977, a następnie reprezentował barwy Leksands IF U-20, w którym w 1978 podpisał profesjonalny kontrakt i do 1986 występował w pierwszej drużynie, w której w rozgrywkach ligi Elitserien rozegrał 134 mecze. Ponadto w latach 1978–1979 reprezentował region administracyjny – Dalarna, w znanych w Szwecji rozgrywkach młodzieżowych TV-Pucken, a w edycji 1979 został wybranym najlepszym bramkarzem turnieju.
Następnie został zawodnikiem IK VIK Hockey, w którym w sezonie 1987/1988 awansował do ligi Elitserien, jednak po zakończeniu sezonu w wieku zaledwie 26 lat zakończył karierę sportową.
W 1978 rozegrał dwa mecze w reprezentacji Szwecji U-16, a w 1979 reprezentował reprezentację Szwecji U-18 podczas mistrzostw Europy juniorów 1979 Grupy A w Polsce, na których rozegrał jeden mecz. W 1984 rozegrał dwa mecze seniorskiej reprezentacji Szwecji, a w latach 1983–1985 rozegrał siedem meczów w reprezentacji Szwecji B.

## Statystyki

### Klubowe
M = rozegrane mecze; G = Gole; A = asysty; Pkt = punkty; Min = minuty na ławce kar
| Sezon                | Drużyna              | Liga                 |     | Sezon zasadniczy | Sezon zasadniczy | Sezon zasadniczy | Sezon zasadniczy | Sezon zasadniczy | Sezon zasadniczy | Sezon zasadniczy | Sezon zasadniczy | Sezon zasadniczy | Sezon zasadniczy | Sezon zasadniczy | Sezon zasadniczy | Sezon zasadniczy |
| Sezon                | Drużyna              | Liga                 | M   | Z                | P                | R                | Min              | GS               | SO               | GAA              | SA               | SV               | SV%              | A                | MK               |                  |
| -------------------- | -------------------- | -------------------- | --- | ---------------- | ---------------- | ---------------- | ---------------- | ---------------- | ---------------- | ---------------- | ---------------- | ---------------- | ---------------- | ---------------- | ---------------- | ---------------- |
| 1975-1976            | Skogsbo SK           | Division 3           | –   | –                | –                | –                | –                | –                | –                | –                | –                | –                | –                | –                | –                |                  |
| 1976-1977            | Skogsbo SK           | Division 2           | –   | –                | –                | –                | –                | –                | –                | –                | –                | –                | –                | –                | –                |                  |
| 1977-1978            | Leksands IF U-20     | J20 SuperElit        | –   | –                | –                | –                | –                | –                | –                | –                | –                | –                | –                | –                | –                |                  |
| 1978-1979            | Leksands IF          | Elitserien           | 1   | –                | –                | –                | –                | –                | –                | 6.45             | –                | –                | .750             | –                | –                |                  |
| 1979-1980            | Leksands IF          | Elitserien           | 0   | –                | –                | –                | –                | –                | –                | –                | –                | –                | –                | –                | –                |                  |
| 1980-1981            | Leksands IF          | Elitserien           | 9   | –                | –                | –                | –                | –                | –                | 5.61             | –                | –                | .848             | –                | –                |                  |
| 1981-1982            | Leksands IF          | Elitserien           | 14  | –                | –                | –                | –                | –                | –                | 3.94             | –                | –                | –                | –                | –                |                  |
| 1982-1983            | Leksands IF          | Elitserien           | 32  | –                | –                | –                | –                | –                | –                | 4.01             | –                | –                | –                | –                | –                |                  |
| 1983-1984            | Leksands IF          | Elitserien           | 35  | –                | –                | –                | –                | –                | –                | –                | –                | –                | .872             | –                | –                |                  |
| 1984-1985            | Leksands IF          | Elitserien           | 35  | –                | –                | –                | –                | –                | –                | 3.79             | –                | –                | .871             | –                | –                |                  |
| 1985-1986            | Leksands IF          | Elitserien           | 8   | –                | –                | –                | –                | –                | –                | 5.59             | –                | –                | –                | –                | –                |                  |
| 1986-1987            | IK VIK Hockey        | Division 1           | –   | –                | –                | –                | –                | –                | –                | –                | –                | –                | –                | –                | –                |                  |
| 1987-1988            | IK VIK Hockey        | Division 1           | –   | –                | –                | –                | –                | –                | –                | –                | –                | –                | –                | –                | –                |                  |
| Division 3 Ogółem    | Division 3 Ogółem    | Division 3 Ogółem    | –   | –                | –                | –                | –                | –                | –                | –                | –                | –                | –                | –                | –                |                  |
| Division 2 Ogółem    | Division 2 Ogółem    | Division 2 Ogółem    | –   | –                | –                | –                | –                | –                | –                | –                | –                | –                | –                | –                | –                |                  |
| J20 SuperElit Ogółem | J20 SuperElit Ogółem | J20 SuperElit Ogółem | –   | –                | –                | –                | –                | –                | –                | –                | –                | –                | –                | –                | –                |                  |
| Elitserien Ogółem    | Elitserien Ogółem    | Elitserien Ogółem    | 134 | –                | –                | –                | –                | –                | –                | 4.9              | –                | –                | .836             | –                | –                |                  |
| Division 1 Ogółem    | Division 1 Ogółem    | Division 1 Ogółem    | –   | –                | –                | –                | –                | –                | –                | –                | –                | –                | –                | –                | –                |                  |

#### Reprezentacyjne
| Rok                | Drużyna            | Turniej            | Miejsce | M | Z | P | R | MIN | GS | SO   | GAA | SA | SV | SV% |
| ------------------ | ------------------ | ------------------ | ------- | - | - | - | - | --- | -- | ---- | --- | -- | -- | --- |
| 1977               | Szwecja U-18       | MEJ-B              | 1       | – | – | – | – | –   | –  | 2.00 | –   | –  | –  | –   |
| 1978               | Szwecja U-16       | Int-Jr.            | 2       | – | – | – | – | –   | –  | –    | –   | –  | –  | –   |
| 1983               | Szwecja B          | Int.               | 1       | – | – | – | – | –   | –  | 2.00 | –   | –  | –  | –   |
| 1984               | Szwecja B          | Int.               | 1       | – | – | – | – | –   | –  | 2.00 | –   | –  | –  | –   |
| 1984               | Szwecja            | Int.               | 2       | – | – | – | – | –   | –  | 4.00 | –   | –  | –  | –   |
| 1985               | Szwecja B          | Int.               | 5       | – | – | – | – | –   | –  | 2.80 | –   | –  | –  | –   |
| Ogółem jako junior | Ogółem jako junior | Ogółem jako junior | 10      | – | – | – | – | –   | –  | 2.20 | –   | –  | –  | –   |
| Ogółem jako senior | Ogółem jako senior | Ogółem jako senior | 5       | – | – | – | – | –   | –  | 2.80 | –   | –  | –  | –   |

## Kariera trenerska
Stefan Lunner po zakończeniu kariery zawodniczej rozpoczął karierę trenerską. W latach 1989–1992 był asystentem trenerów Pära Mårtsa i Mikaela Lundströma w Västerås IK oraz trener bramkarzy w reprezentacji Szwecji U-18, a w latach 1992–1993 był trenerem bramkarzy w Leksands IF oraz asystentem Bengta Ohlsona w reprezentacji Norwegii. W latach 1993–1994 ponownie był asystentem trenera Mikaela Lundströma w Västerås IK oraz trenował bramkarzy w reprezentacjach: Szwecji (1993), Norwegii (1993–1994) i Danii (1994). Następnie zastąpił Mikaela Lundströma na stanowisku trenera w Västerås IK, które obejmował do 1995 roku. W latach 1995–1996 pracował jako asystent trenera w Leksands IF i w reprezentacji Szwecji U-18. W latach 1996–1997 trenował zawodników Fagersta AIK oraz bramkarzy reprezentacji Szwecji, a w latach 1997–1998 trenował bramkarzy Västry Frölunda i reprezentacji Szwecji U-20, a w 1998 roku przez kilka miesięcy trenował bramkarzy reprezentacji Szwecji.
W 1998–1999 trenował bramkarzy klubu północnoamerykańskiej ligi NHL – New York Islanders, w którym występował wówczas polski zawodnik – Mariusz Czerkawski. Potem wrócił do Szwecji, gdzie trenował bramkarzy Linköpings HC, a następnie zastąpił Ulfa Weinstocka na stanowisku trenera drużyny, którym był do 2000 roku, a pracę w klubie łączył z pracą trenera bramkarzy w reprezentacji Szwecji. W latach 2003–2005 był trenerem bramkarzy oraz asystentem trenerów: Mikaela Lundströma i Mike’a Siranta i Per Bäckmana w reprezentacji Danii.
W latach 2009–2010 był trenerem bramkarzy rosyjskiej ligi KHL – CSKA Moskwa, a w latach 2015–2016 był konsultantem trenera Tommiego Hartogsa we francuskim Pingouins de Morzine-Avoriaz-Les Gets, którego wówczas zawodnikiem był polski bramkarz – Przemysław Odrobny.
Dnia 21 kwietnia 2016 roku zastąpił Kiriłła Korieńkowa na stanowisku trenera bramkarzy w reprezentacji Polski na dwa dni przed rozpoczęciem w katowickim Spodku mistrzostw świata 2016 Dywizji I Grupy A.

## Sukcesy

### KLubowe
VIK Hockey
- Awans do Elitserien: 1988 z IK VIK Hockey

### Indywidualne
- Najlepszy bramkarz TV-Pucken: 1979